# Nabiha
Nabiha, właśc. Nabiha Bensouda (ur. w Kopenhadze) – duńska piosenkarka śpiewająca muzykę pop.

## Życiorys

### Dzieciństwo
Bensouda urodziła się i dorastała w dzielnicy Vesterbro w Kopenhadze jako najstarsza z trójki dzieci. Ma duńskie i afrykańskie korzenie. Jako dziecko uczyła się gry na wielu instrumentach muzycznych: na flecie, na trąbce, na tubie, na perkusji i na keyboardzie.

### 2010-11:Cracks,More Cracks

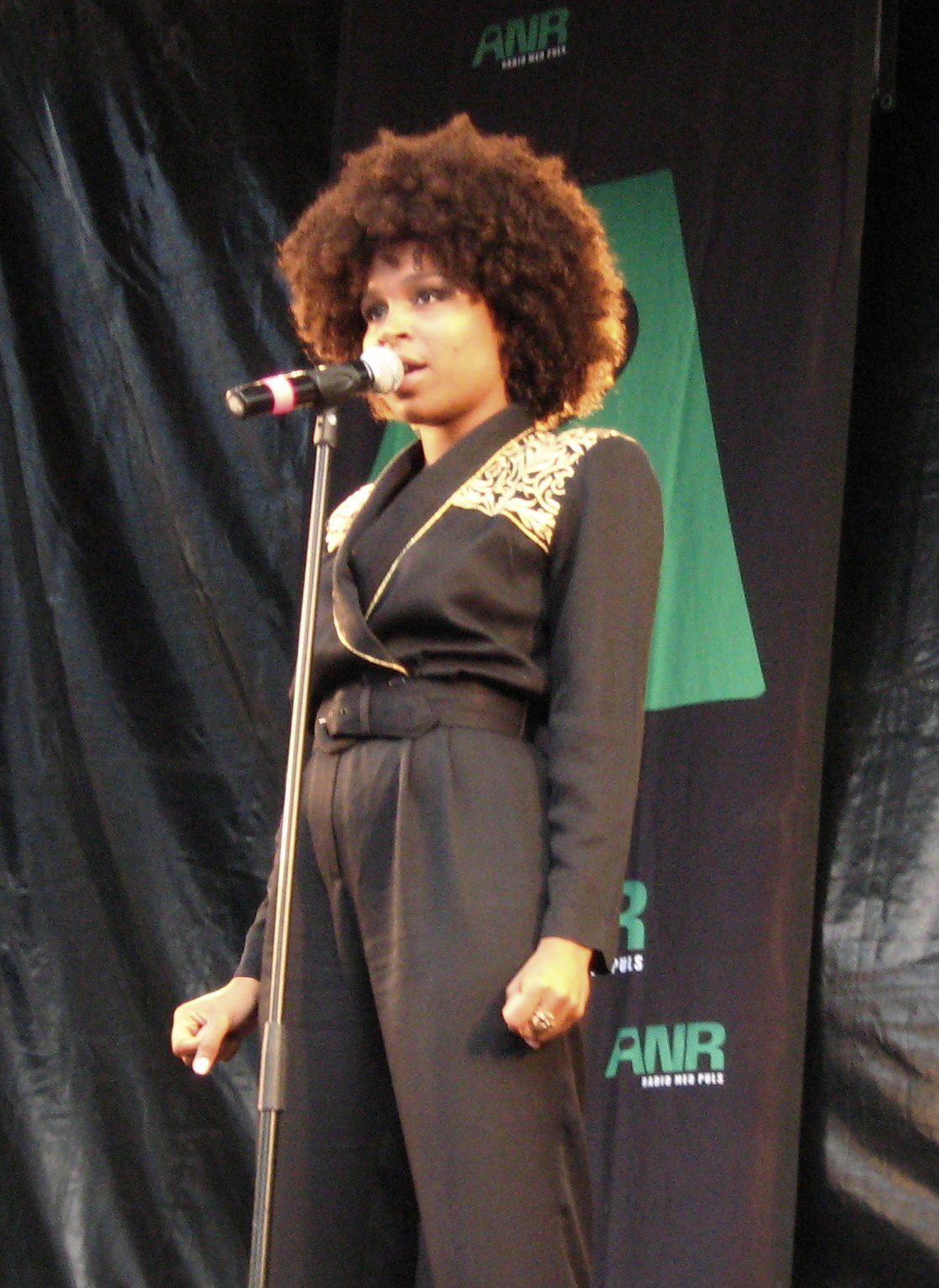
Nabiha podczas koncertu w 2011 roku

Swoją karierę muzyczną zaczęła w 2010 roku wydaniem debiutanckiej płyty zatytułowanej Cracks, który został wyprodukowany w Londynie przez Carla Rydena. Piosenkarka poznała producenta dzięki swojej menedżerce, Mette Buhl, która postanowiła poznać swoją podopieczną z muzykiem. Pierwszym singlem z płyty został utwór „Deep Sleep”, który dotarł do czwartego miejsca krajowej listy przebojów i osiągnął status złotej płyty. W tym samym roku Nabiha wystąpiła jako support przed koncertem Jamesa Morrisona w stołecznym Falconer Theatre. Brała też udział w koncertach Rasmus Seebach oraz śpiewała przed występami Jasona Derulo oraz Jamiego Culluma w Niemczech. W lutym 2011 roku wyruszyła w trasę koncertową po Danii.
Po wydaniu debiutanckiego albumu Cracks Nabiha postanowiła wydać międzynarodową wersję płyty. We wrześniu 2011 roku ukazała się płyta długogrająca zatytułowana More Cracks, którą promowały single: „Never Played the Bass”, „Sound of My Gun”, „Can't Do Anything” i „Trouble”. W kolejnym roku wzięła udział w programie Toppen af Poppen, którego format polegał na śpiewaniu w każdym odcinku utworów z repertuaru wybranego uczestnika. W tym samym roku wyruszyła w międzynarodową trasę koncertową, wystąpiła m.in. w Polsce, Stanach Zjednoczonych, Finlandii i w Niemczech.

### Od 2013:Mind the Gap
W 2013 roku premierę miał jej trzeci album studyjny zatytułowany Mind the Gap, który był promowany przez singiel o tym samym tytule. Jak przyznała, tytuł płyty nawiązuje do diastemy, którą posiada. Z tą piosenką wystąpiła podczas Konkursu Sopot Festival 2013 w sopockiej Operze Leśnej. W tym samym roku otrzymała dwie nominacje do nagród duńskiej branży muzycznej w kategoriach: Najlepsza artystka i Najlepszy album, a także została wyróżniona statuetką European Border Breakers Award wręczaną wykonawcom, których debiutanckie płyty osiągnęły sukces komercyjny poza własnym krajem. Drugim utworem promującym album została piosenka „Ask Yourself”, a trzecim – „Bang That Drum”, która została wybrana na hymn Mistrzostw Europy w Piłce Ręcznej Mężczyzn w 2014 roku. Czwarty singiel z płyty, „Animals”, ukazał się we wrześniu tegoż roku i dotarł do pierwszego miejsca amerykańskiej listy przebojów Dance Chart.

## Muzyka

### Inspiracje
Jak przyznała sama Nabiha, ceni „piosenkarki z mocnym głosem i silną osobowością, które wiedzą, czego chcą”. Jej idolkami są takie artystki, jak Madonna, Rihanna i Amy Winehouse. W wywiadzie dla portalu JazzSoul.pl przyznała, że chętnie nawiązałaby współpracę z brytyjskim duetem Disclosure.

## Dyskografia

### Albumy studyjne
- Cracks (2010)
- More Cracks (2011)
- Mind the Gap (2013)